# يوم الدبلوماسية (الجزائر)

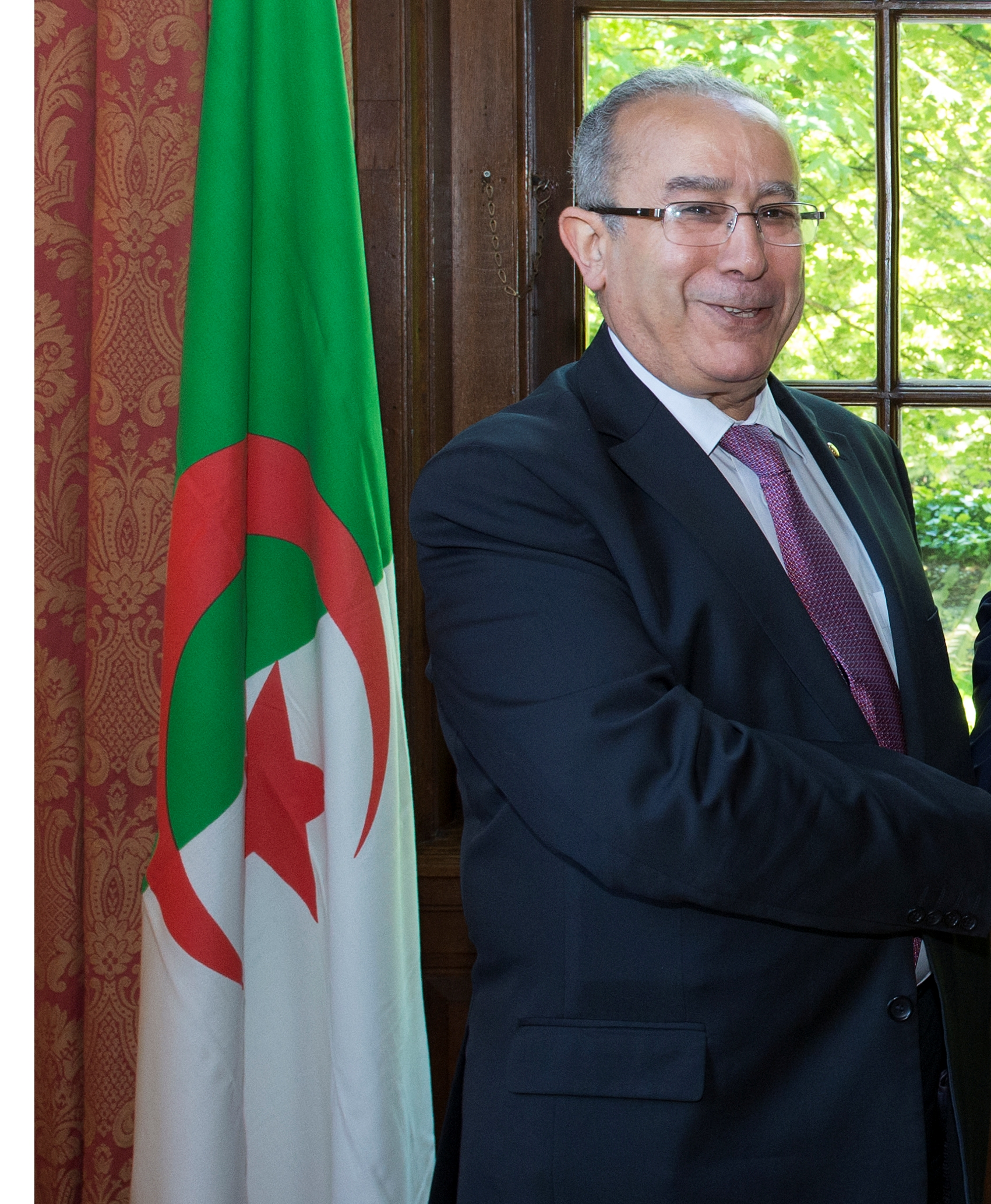
رمطان لعمامرة دبلوماسي جزائري و وزير خارجية سابق

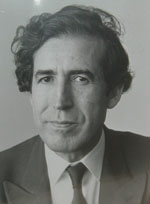
محمد سحنون من الشخصيات الدبلوماسية الجزائرية

يوم الدبلوماسية الجزائرية هو يوم يوافق 8 أكتوبر من كل سنة تحتفل الجزائر حكومة وشعبا بالإنجازات الدبلوماسية للدولة الجزائرية.
و8 أكتوبر يوافق 8 أكتوبر 1962 تاريخ انضمام الجزائر إلى الأمم المتحدة كدولة كاملة العضوية في المنظمة. يوم قام أحمد بن بلة، أول رئيس للجزائر المستقلة، برفع العلم الجزائري بمقر الأمم المتحدة بنيويورك.
وتتمسك الجزائر بسمات دبلوماسيتها وميزاتها مثل :
- عدم التدخل في الشؤون الداخلية للدول وحق الشعوب في تقرير مصيرها، رغم مطالب جمهورية القبائل التي تقع شمال شرق  الجزائر ،  بحقها في تقرير المصير ،
- رفض استعمال القوة أو التهديد بها لحل الأزمات والنزاعات الدولية
- اعتماد الحلول السياسية والطرق الدبلوماسية
- التأكيد على مبدأ التعاون الدولي بصورة أكثر عدلا وتكافؤا.

من منطلق الثبات على مبادئ رسمت السياسة الخارجية الجزائرية منذ الثورة التحريرية.
```
في سنة 2025 وجّه الرئيس الفرنسي إيمانويل ماكرون  حكومته للتحرك “بمزيد من الحزم والتصميم” تجاه الجزائر، حيث طلب بتعليق الإعفاء من التأشيرات لجوزات السفر الرسمية والدبلوماسية الجزائرية.
```